# Griffin Mission One
Griffin Mission One (GM1)は米国の民間企業アストロボティック・テクノロジーが計画中の月着陸ミッション。機体は同社の中型着陸機グリフィンが使用される。商業月面輸送サービスを通してNASAが民間企業へ発注したミッションの一つであり、4つの観測装置を備えたNASAの月面車VIPERを載せて月の南極にあるノビレクレーターに着陸する。NASA以外の荷物としてはアストロボティックが自社で開発した月面車CubeRoverが搭載されるほか、欧州宇宙機関の航法用カメラLandCam-X、芸術作品のLUNAR CODEXも運ばれる。
本ミッションに先行して実施されたPeregrine Mission Oneは燃料漏れにより月に到達することができなかったが、2024年1月時点ではそれがGriffin Mission Oneにどのような影響を及ぼすかは不明となっている。

## 着陸機
GM1ではアストロボティックの中型サイズの着陸機グリフィンが使用される。メインエンジンはFrontier Aerospace製のF500Eエンジン5基で、姿勢制御にはアジャイル・スペース・インダストリーズが製造する12基のエンジンを使用する。

## 搭載ペイロード
CubeRover
アストロボティックが開発した小型の月面車。カナダのMission Control Space Services (MCSS)社製のソフトウェアSpacefarerを搭載している。
LandCam-X
欧州宇宙機関のLandCam-Xはグリフィンが着陸する際、月面の画像を取得する。撮影された画像は欧州で将来の月面着陸機向けに開発されている自動航法システムの画像処理アルゴリズムの地上試験に用いられる。LandCam-XはベルギーのOIP・センサー・システムズによって開発された。
VIPER（中止）
NASAの商業月輸送サービス（CLPS）によって月へ輸送されるはずだった月探査車。南極付近の氷を採取・分析する予定だったが、Griffin Mission Oneの遅れなどにより中止となった。